# Museo Antropológico Padre Sebastián Englert
El Museo Antropológico Padre Sebastián Englert (MAPSE), o Museo de Isla de Pascua, es un museo chileno, fundado el 10 de octubre de 1973 por la DIBAM. El museo honra al sacerdote Sebastián Englert, quien donó al Estado chileno su colección de objetos y documentos relativos a la cultura Rapa Nui para la creación de una institución de este tipo. Se encuentra a pocos metros del centro de Hanga Roa, en Rapa Nui (Chile). El museo es administrado por el Servicio Nacional del Patrimonio Cultural y alberga la Biblioteca William Mulloy.

## Historia

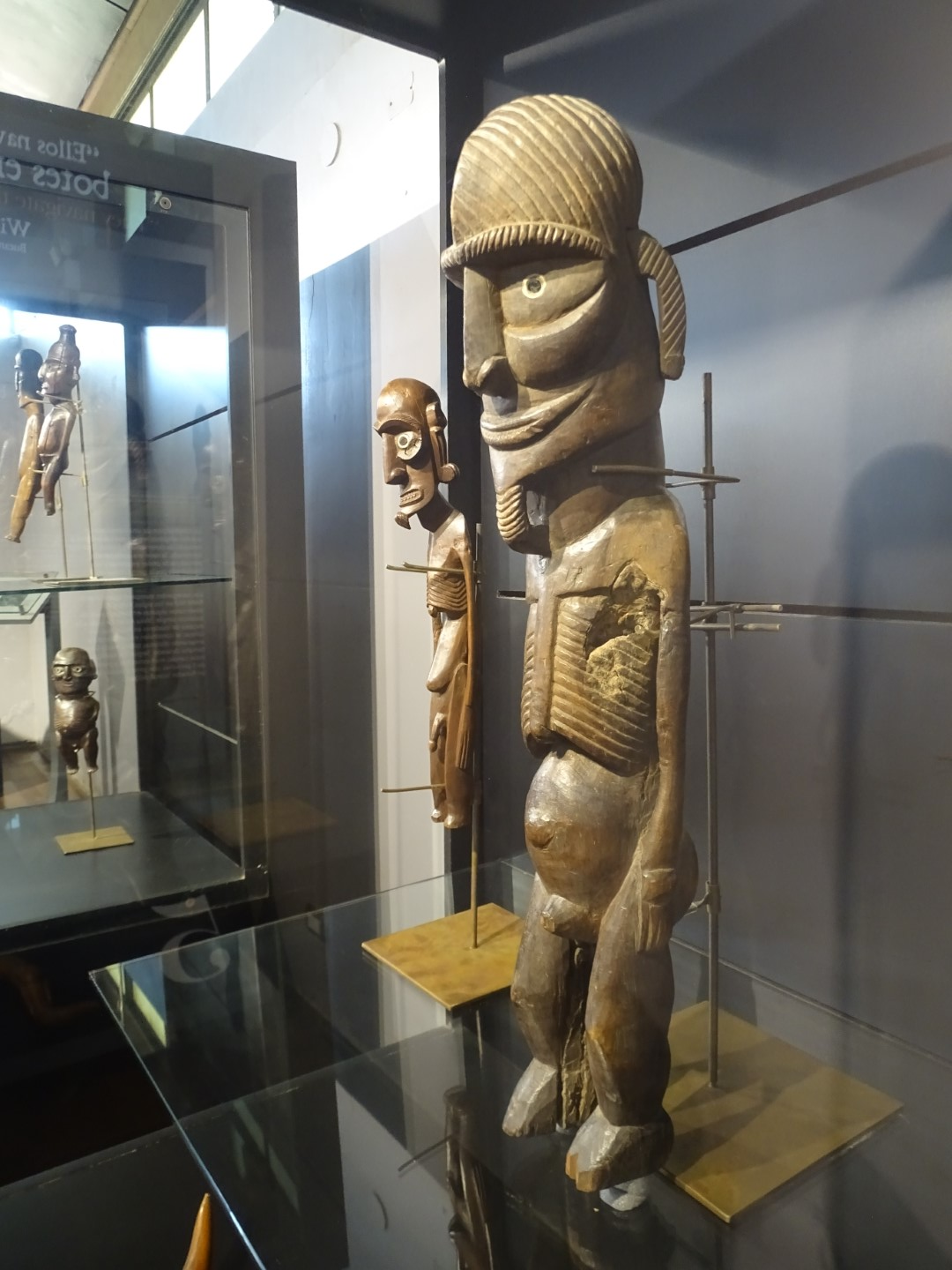
Interior del museo.

Nombrada en honor al antropólogo William Mulloy, la biblioteca contiene libros, artículos, publicaciones, mapas, fotografías, videos y registros de música Rapa Nui.  Fue creada el 18 de enero de 1990. Sin embargo, debido a la falta de las condiciones materiales, fue puesta en marcha recién en enero de 2002 e inaugurada oficialmente el 19 de octubre de este mismo año. Desde 1987 y en virtud de la promulgación del Decreto 192, las colecciones del museo al igual que otras de sus mismas características, fueron declaradas Monumento Histórico.
Las primeras colecciones se formaron con las piezas reunidas por Sebastián Englert durante su permanencia en la región.  A ellas se sumaron otras piezas producto de donaciones y objetos y elementos hallados por distintos equipos de investigación arqueológica hasta formar al patrimonio actual estimado en unas 20 000 piezas. En su interior se alberga uno de los pocos moái femeninos y se presentan figuras talladas en madera y coral.